# NGC 1438
NGC 1438 é uma galáxia espiral barrada (SB0-a) localizada na direcção da constelação de Eridanus. Possui uma declinação de -23° 00' 08" e uma ascensão recta de 3 horas, 45 minutos e 17,1 segundos.
A galáxia NGC 1438 foi descoberta em 1886 por Ormond Stone.